# Candida lyxosophila
Candida lyxosophila är en svampart som beskrevs av Van der Walt, N.P. Ferreira & Steyn 1987. Candida lyxosophila ingår i släktet Candida, ordningen Saccharomycetales, klassen Saccharomycetes, divisionen sporsäcksvampar och riket svampar.   Inga underarter finns listade i Catalogue of Life.